# 楊維
楊維（1979年1月13日—），出生於湖北，中國退役羽毛球運動員。她和張潔雯、謝杏芳並稱為中國國家女子羽毛球隊的「廣東三劍客」。

## 生涯
楊維的技術全面，她於1990年進廣州市體校，教練是為塗棚芳。同年入廣州體工隊，當時的教練是楊新芳。7年後，楊維入選國家隊，其教練是翁建德。楊維先與廣西的黄楠雁合拍，黄楠雁退役後，張潔雯成為了楊維的新拍擋。
楊維於入國家隊後的兩年奪得了新加坡公開賽的女子雙打項目與蘇迪曼杯的冠軍。1年後，楊維贏得了尤伯杯與日本公開賽冠軍，又於悉尼奧運的女雙項目獲得銀牌。
2001年，楊維取得日本公開以及與國際羽毛球超級大獎賽女雙亞軍，並贏得了南韓公開賽與大獎賽總決賽的女雙賽事冠軍。1年後，楊維分別於全英、南韓和日本公開賽的女雙賽得季軍，又於新加坡與馬來西亞公開賽奪冠。2003年，楊維在全英、印尼、德國及香港公開賽獲亞，並贏得了瑞士、新加坡、丹麥與中國公開賽奪標。
1年之後，楊維在瑞士與全英得公開賽亞軍、日本公開賽四強出局、南韓公開賽以及尤伯杯問鼎冠軍，更與張潔雯贏得雅典奧運的女雙項目金牌。
2005年，楊維在十運會中得到女子雙打銀牌，之後的世錦賽中與張潔雯擊敗上屆冠軍，成功奪冠，又在香港公開賽首次奪冠，並贏得了中國公開賽的冠軍。
2008年，楊維、張潔雯出戰2008年夏季奧林匹克運動會羽毛球比賽的女子雙打比賽，可惜衛冕失敗，更於11月宣布退役。2010年1月正式從羽毛球世界聯會註冊退役。

## 主要比賽成績
只列出曾進入準決賽的國際賽事成績：
| 年份   | 賽事                     | 公開賽級別 | 項目     | 拍檔   | 成績   |
| ------ | ------------------------ | ---------- | -------- | ------ | ------ |
| 2001年 | 世界羽毛球大獎賽總決賽   | 其他       | 女子雙打 | 黃楠雁 | 冠軍   |
| 2002年 | 亞洲羽毛球錦標賽         | 其他       | 女子雙打 | 張潔雯 | 金牌   |
| 2004年 | 全英羽毛球公開賽         |            | 女子雙打 | 張潔雯 | 亞軍   |
| 2004年 | 奧林匹克運動會羽毛球比賽 | 其他       | 女子雙打 | 張潔雯 | 金牌   |
| 2004年 | 中國羽毛球公開賽         |            | 女子雙打 | 張潔雯 | 冠軍   |
| 2005年 | 香港羽毛球公開賽         |            | 女子雙打 | 張潔雯 | 冠軍   |
| 2006年 | 全英羽毛球公開賽         |            | 女子雙打 | 張潔雯 | 亞軍   |
| 2006年 | 韓國羽毛球公開賽         |            | 女子雙打 | 張潔雯 | 冠軍   |
| 2006年 | 香港羽毛球公開賽         |            | 女子雙打 | 張潔雯 | 冠軍   |
| 2006年 | 日本羽毛球公開賽         |            | 女子雙打 | 張潔雯 | 準決賽 |
| 2006年 | 羽毛球世界盃             | 其他       | 女子雙打 | 張潔雯 | 銀牌   |
| 2007年 | 韓國羽毛球超級賽         | 超級賽     | 女子雙打 | 張潔雯 | 亞軍   |
| 2007年 | 德國羽毛球大獎賽         | 大獎賽     | 女子雙打 | 張潔雯 | 冠軍   |
| 2007年 | 全英羽毛球超級賽         | 超級賽     | 女子雙打 | 張潔雯 | 亞軍   |
| 2007年 | 瑞士羽毛球超級賽         | 超級賽     | 女子雙打 | 赵婷婷 | 冠軍   |
| 2007年 | 亞洲羽毛球錦標賽         | 其他       | 女子雙打 | 張潔雯 | 金牌   |
| 2007年 | 新加坡羽毛球超級賽       | 超級賽     | 女子雙打 | 赵婷婷 | 亞軍   |
| 2007年 | 印尼羽毛球超級賽         | 超級賽     | 女子雙打 | 赵婷婷 | 亞軍   |
| 2007年 | 中國羽毛球大師賽         | 超級賽     | 女子雙打 | 赵婷婷 | 亞軍   |
| 2007年 | 日本羽毛球超級賽         | 超級賽     | 女子雙打 | 張潔雯 | 冠軍   |
| 2007年 | 碧特博格羽毛球大獎賽     | 大獎賽     | 女子雙打 | 張潔雯 | 冠軍   |
| 2007年 | 丹麥羽毛球超級賽         | 超級賽     | 女子雙打 | 張潔雯 | 冠軍   |
| 2008年 | 馬來西亞羽毛球超級賽     | 超級賽     | 女子雙打 | 張潔雯 | 冠軍   |
| 2008年 | 全英羽毛球超級賽         | 超級賽     | 女子雙打 | 張潔雯 | 準決賽 |
| 2008年 | 瑞士羽毛球超級賽         | 超級賽     | 女子雙打 | 張潔雯 | 冠軍   |
| 2008年 | 亞洲羽毛球錦標賽         | 其他       | 女子雙打 | 張潔雯 | 金牌   |
| 2008年 | 印尼羽毛球超級賽         | 超級賽     | 女子雙打 | 张亚雯 | 準決賽 |
| 2008年 | 泰國羽毛球黃金大獎賽     | 黃金大獎賽 | 女子雙打 | 張潔雯 | 冠軍   |
| 2009年 | 馬來西亞羽毛球超級賽     | 超級賽     | 女子雙打 | 張潔雯 | 亞軍   |
| 2009年 | 韓國羽毛球超級賽         | 超級賽     | 女子雙打 | 張潔雯 | 準決賽 |
| 2009年 | 亞洲羽毛球錦標賽         | 其他       | 女子雙打 | 張潔雯 | 銅牌   |
| 2009年 | 泰國羽毛球黃金大獎賽     | 黃金大獎賽 | 女子雙打 | 張潔雯 | 冠軍   |
| 2009年 | 澳門羽毛球黃金大獎賽     | 黃金大獎賽 | 女子雙打 | 張潔雯 | 亞軍   |
| 2009年 | 中華台北羽毛球黃金大獎賽 | 黃金大獎賽 | 女子雙打 | 張潔雯 | 冠軍   |

| 2007-2017年 | 首要超級賽 | 超級賽 | 黃金大獎賽 | 大獎賽 | 國際挑戰賽 | 國際系列賽 | 未來系列賽 | 其他 |

### 世界冠軍頭銜
楊維在羽毛球生涯中共奪得10項羽毛球世界冠軍頭銜。
| 賽事             | 奪冠次數 | 年份                                                                                           |
| ---------------- | -------- | ---------------------------------------------------------------------------------------------- |
| 奥林匹克运动会   | 1        | 2004年（女子雙打）                                                                             |
| 世界羽毛球锦标赛 | 2        | 2005年（女子雙打） 2007年（女子雙打）                                                          |
| 羽毛球世界杯     | 1        | 2005年（女子雙打）                                                                             |
| 尤伯杯           | 5        | 2000年（女子團體） 2002年（女子團體） 2004年（女子團體） 2006年（女子團體） 2008年（女子團體） |
| 蘇迪曼杯         | 1        | 1999年（混合團體）                                                                             |
| 總計             | 10       |                                                                                                |

### 奧運會和世錦賽參賽紀錄
|          | 搭檔   | 2004 | 2005 | 2006 | 2007 | 2008 |
| -------- | ------ | ---- | ---- | ---- | ---- | ---- |
| 女子雙打 | 張潔雯 | 金牌 | 金牌 | 銅牌 | 金牌 | 8強  |

## 資料來源
1. ↑  （英文）. 2013-11-06. （原始内容存档于2016-03-04）.